# Vlado Janevski

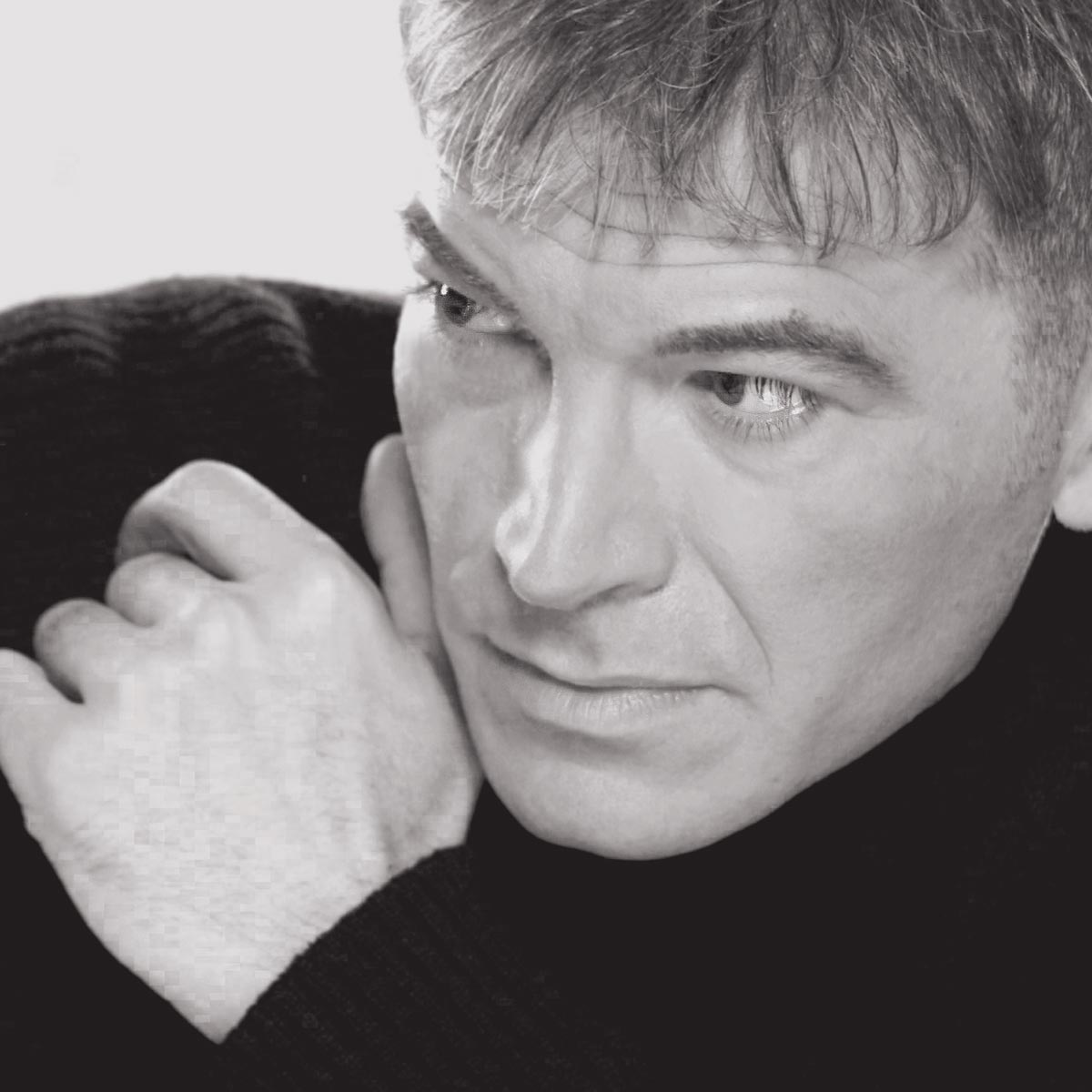
Vlado Janevski (2012)

Vlado Janevski (mazedonisch Владо Јаневски; * 27. November 1960 in Skopje), auch als Vlado bekannt, ist ein mazedonischer Sänger.

## Leben und Wirken
Vlado Janevski ist seit 1978 als Sänger und Songwriter aktiv. 1998 gewann er den mazedonischen Vorentscheid zum Eurovision Song Contest 1998 mit dem von ihm getexteten und von Grigor Koprov komponierten Lied Ne zori zoro („Die Sonne möge nicht aufgehen“). Er sollte der erste Vertreter Mazedoniens beim Eurovision Song Contest sein. Er erreichte in Birmingham den 19. Platz von 25 Teilnehmern.